# Цукер-Абрахамс-Цукер
«Цу́кер-А́брахамс-Цу́кер» (англ. Zucker, Abrahams and Zucker, ZAZ) — традиционное среди кинокритиков название голливудского триумвирата создателей пародийных комедийных фильмов — Джима Абрахамса с братьями Дэвидом и Джерри Цукерами.
Абрахамс и Цукеры были знакомы ещё с детства, а их отцы имели общий бизнес в сфере недвижимости. Вместе они учились в средней школе города Шорвуд штата Висконсин, США, а позже в Висконсинском университет в Мадисоне.
В 1971 году вместе с Диком Чадноу они образовали театральную труппу The Kentucky Fried Theater в Мадисоне и уже в следующем году переехали в Голливуд, где первое время выступали со своим скетч-шоу, в течение нескольких лет став самой популярной комедийной труппой Лос-Анджелеса. Вскоре Чадноу покинул труппу из-за брака, что впоследствии оказался неудачным, и вернулся в родной Висконсин, где стал одним из создателей импровизационно-юмористического шоу ComedySportz.
Члены трио активно сотрудничали со сценаристом Пэтом Профтом.
Джим Абрахамс умер у себя дома в Санта-Монике, штат Калифорния, 26 ноября 2024 года, в возрасте 80 лет.

## Фильмография
В приведенной ниже таблице показано, какие фильмы участники трио сняли ( ) или написали сценарий, также обозначено участие Пэта Профта.
|                                                                | Дэвид Цукер   | Джим Абрахамс | Джерри Цукер  | Пэт Профт   |
| -------------------------------------------------------------- | ------------- | ------------- | ------------- | ----------- |
| Большой Джон, Маленький Джон (ситком, 1976) — последний эпизод | (сценарист)   | (сценарист)   | (сценарист)   |             |
| Солянка по-кентуккийски (1977)                                 | (сценарист)   | (сценарист)   | (сценарист)   |             |
| Аэроплан! (1980)                                               | · (сценарист) | · (сценарист) | · (сценарист) |             |
| Полицейский отряд! (телесериал, 1982) — первый эпизод          | · (сценарист) | · (сценарист) | · (сценарист) |             |
| Совершенно секретно! (1984)                                    | · (сценарист) | · (сценарист) | · (сценарист) |             |
| Безжалостные люди (1986)                                       | ❌            | ❌            | ❌            |             |
| Голый пистолет: Из архивов «Полицейского отряда!» (1988)       | · (сценарист) | (сценарист)   | (сценарист)   | (сценарист) |
| Большой бизнес (1988)                                          |               | ❌            |               |             |
| Привидение (1990)                                              |               |               | ❌            |             |
| Добро пожаловать домой, Рокси Кармайкл (1990)                  |               | ❌            |               |             |
| Голый пистолет 2½: Запах страха (1991)                         | · (сценарист) |               |               | (сценарист) |
| Горячие головы! (1991)                                         |               | · (сценарист) |               | (сценарист) |
| Горячие головы! Часть вторая (1993)                            |               | · (сценарист) |               | (сценарист) |
| Ради всего святого (1993)                                      | ❌            |               |               |             |
| Голый пистолет 33⅓: Последний выпад (1994)                     | (сценарист)   |               |               | (сценарист) |
| Первый рыцарь (1995)                                           |               |               | ❌            |             |
| Беспредел в средней школе (1996)                               | (сценарист)   |               |               | (сценарист) |
| Не навреди (1997)                                              |               | ❌            |               |             |
| БЕЙСкетбол (1998)                                              | · (сценарист) |               |               |             |
| Мафия! (1998)                                                  |               | · (сценарист) |               |             |
| Крысиные бега (2001)                                           |               |               | ❌            |             |
| Дочь моего босса (2003)                                        | ❌            |               |               |             |
| Очень страшное кино 3 (2003)                                   | ❌            |               |               | (сценарист) |
| Очень страшное кино 4 (2006)                                   | ❌            | (сценарист)   |               | (сценарист) |
| Американская сказка (2008)                                     | · (сценарист) |               |               |             |
| Очень страшное кино 5 (2013)                                   | (сценарист)   |               |               | (сценарист) |